# Historia del departamento de Arequipa
La historia del departamento o región de Arequipa comienza oficicialmente el 26 de abril de 1822 con la conformación del departamento en el naciente estado peruano. Pero el hombre llegó a estas tierras hace 8000 años de acuerdo a los decorados rupestre de toro muerto.
La llegada de los incas a la región le han dado su actual nombre.

## Origen del nombre
Existen tres téorias:
- La del Inca Garcilaso de la Vega,[1] que dice que el nombre de la ciudad proviene de una antigua voz aimara: «ari qquepan», porque así llamaban los indios a un caracol marino del que usaban a modo de «guisa de trompa bélica»,[2] que en castellano significa: «trompeta sonora».
- el qechuólogo cusqueño Juan de la Cruz Salas y Sánchez y el historiador Ernst Middendorf, que toma en cuenta el hecho de que la región recibió un intenso poblamiento de colonias de origen altiplánico, viene del aimara con la frase «ari qhipaya»: de ari (agudo, filoso o puntiagudo) y qhipaya (detrás), significaría «detrás del pico», haciendo referencia al cono volcánico del Misti, que domina el horizonte arequipeño.
- Del quechua "Ari-que pay", que significa "Sí, quedaos".

## Época pre-inca

### Cultura Wari
Fue una de las culturas que existió al norte del río Sihuas, y que tuvo en su época una influencia sobre los pueblos que se encontraban en la zona sur del río.

### Cultura Churajón
Es una de las épocas de mayor apogeo, que ocupan los extensos valles de la región, con poblados muy densos y grandes proyectos agrícolas que se expresan en obras de riego, andenerías y valles plenamente dominados.
Es una cultura arequipeña
historiador

### Cultura Chuquibamba
Se ubicó en la parte norte, que se extendió por la parte sur del departamento de Ayacucho y mantuvo contactos con el departamento del Cuzco. Los asentamientos de esta cultura, generalmente identificada con los Collaguas, son especialmente notables en el Valle del Colca. no se tienen más datos de esta cultura como puede ser manifestaciones culturales, modo de vida , organización política

## Época Inca
Arequipa se ubica donde se dividen el área andina central y el centro-sur andino, lo que comprende los valles que están al sur del Río Sihuas.
Fue un punto de partida para las conquistas del sur en la época incaica.
Durante la época incaica se construyó una gran red de comunicaciones llegando a extenderse en más de 30 000 km de vías de comunicación.

## Época colonial
A las faldas del volcán Misti, los españoles encabezados por Manuel de Carbajal fundaron la Ciudad de Arequipa.

## Época republicana

### sigloXXI
Arequipa se ha convertido en el centro del complejo económico del sur del Perú y es uno de los departamentos productores de leche más importantes del país.